# Brent Dabbs
Brent Eugene Dabbs (Peekskill, 19 novembre 1967) è un ex cestista statunitense.